# 野村武史
野村武史（1919年4月5日—1985年1月29日），日本棒球選手，出生於岐阜県，曾經效力於日本職棒千葉羅德海洋等隊伍，於1956年退休，生涯通算73次勝投。